# Богдан Стімов
«Богдан Стимов» — болгарський художній фільм 1917 року режисера Георга Якобі за сценарієм Альфреда Дойча. Фільм створений з пропагандистською метою на замовлення уряду Третього Болгарського царства, щоб ознайомити країни Антанти з причинами вступу Болгарії в Першу світову війну. Прем'єра фільму відбулася 13 березня 1916 року у Відні. З нагоди перемоги болгарської армії під Тутраканом фільм демонстрували також у столицях союзних країн. Показ фільму стає приводом для пожертвувань на користь Болгарського Червоного Хреста. У Болгарії прем'єра фільму відбулася 1 травня 1917 року в Софійському театрі «Одеон». В пропагандистських цілях фільм «Богдан Стімов» був оголошений пресою як «високопатріотична болгарська царська картина». Кошти, зібрані під час показів у країні та за кордоном, були передані Болгарському Червоному Хресту на підтримку дітей-сиріт та поранених бійців, які перебували під особистим опікуванням цариці Елеонори.

## Сюжет
Молодий македонський болгарин Богдан Стімов, потрапляє до турецької в'язниці, а потім втікає до Америки. Незабаром цей працьовитий молодий чоловік став керуючим на військовому заводі. На початку Першої світової війни Богдан Стімов виїхав до Болгарії, де вступив до лав болгарської армії й воював на Македонському фронті, де проявив героїзм і був зустрінутий як визволитель у рідному селі.

## У ролях
- Георг Реймерс – Богдан Стімов
- Лотте Медельскі — Анна
- Карл Гетц — сільський ідіот
- Альфред Волтерс
- Марієтта Пікавер
- Євген Франк
- Ганс Лакнер
- Фріц Вреде
- Джозеф Ребенгер
- Віктор Франц
- Ойген Янсен

## Фільмування
Фільм знімали у Вінер-Нойштадті, невеликому містечку поблизу Відня, біля села Бояна у підніжжя Вітоші в лютому-березні 1916 року за участю австрійських акторів. Місцеві селяни брали участь у масових сценах, за якими особисто спостерігає король Фердинанд і його родина. У фінальній сцені фільму фотографується королівська родина. 